# Bad Education (2019)
Bad Education is een Amerikaanse komische dramafilm uit 2019 onder regie van Cory Finley. Het script werd geschreven door Mike Makowsky en is gebaseerd op een waargebeurd oplichtingsschandaal. De hoofdrollen worden vertolkt door Hugh Jackman, Allison Janney, Ray Romano en Geraldine Viswanathan.

## Verhaal
De charmante en ijdele Frank Tassone is in 2002 de succesvolle directeur van Roslyn High School, een hoog aangeschreven school op Long Island. Zijn rechterhand Pam Gluckin wordt op een dag betrapt op het verduisteren van schoolgeld. Frank probeert de reputatie van zijn school te redden door Pam te ontslaan en het schandaal geheim te houden. Maar wanneer Rachel, een studente die voor de schoolkrant schrijft, zich in de financiën van de school begint te verdiepen, komt aan het licht dat naast Pam ook Frank miljoenen heeft verduisterd en een dubbelleven leidt.

## Rolverdeling
| Acteur                | Personage         |
| --------------------- | ----------------- |
| Hugh Jackman          | Frank Tassone     |
| Allison Janney        | Pam Gluckin       |
| Ray Romano            | Big Bob Spicer    |
| Geraldine Viswanathan | Rachel Bhargava   |
| Alex Wolff            | Nick Fleischman   |
| Kayli Carter          | Amber McCarden    |
| Rafael Casal          | Kyle Contreras    |
| Stephen Spinella      | Tom Tuggiero      |
| Annaleigh Ashford     | Jenny Aquila      |
| Hari Dhillon          | David Bhargava    |
| Jimmy Tatro           | James D. McCarden |
| Jeremy Shamos         | Phill Metzger     |
| Kathrine Narducci     | Sharon Katz       |
| Stephanie Kurtzuba    | Carol Schweitzer  |
| Pat Healy             | District Attorney |
| Ray Abruzzo           | Howard Gluckin    |

## Productie
Begin jaren 2000 werd een school uit Roslyn (Long Island) voor miljoenen dollars opgelicht door zijn eigen schooldirecteur. De dader, Frank Tassone, leidde jarenlang een dubbelleven. Scenarist Mike Makowsky was een leerling van de school toen het schandaal aan het licht kwam.
In maart 2018 raakte bekend dat acteur Hugh Jackman het waargebeurd verhaal zou verfilmen in samenwerking met regisseur Cory Finley. In juni en juli 2018 werd de cast uitgebreid met Allison Janney, Ray Romano en Geraldine Viswanathan. In het najaar van 2018 werden ook Alex Wolff, Stephen Spinella, Kathrine Narducci en Stephanie Kurtzuba aan het project toegevoegd. De opnames gingen begin oktober 2018 van start op Long Island en eindigen midden november 2018.
Op 8 september 2019 ging de film in première op het internationaal filmfestival van Toronto (TIFF). Nadien werden de distributierechten voor zo'n 20 miljoen dollar verkocht aan HBO. Op 25 april 2020 werd de film door HBO uitgebracht.

## Prijzen en nominaties
| Jaar | Prijs                     | Categorie                             | Genomineerde(n) | Resultaat   |
| ---- | ------------------------- | ------------------------------------- | --------------- | ----------- |
| 2020 | Emmy Awards               | Beste tv-film                         | Beste tv-film   | Gewonnen    |
| 2020 | Emmy Awards               | Beste acteur in een miniserie/tv-film | Hugh Jackman    | Genomineerd |
| 2021 | Independent Spirit Awards | Beste scenario                        | Mike Makowsky   | Genomineerd |